# Sollevamento pesi ai Giochi della XXIX Olimpiade - 48 kg femminile

## Risultati
| Pos. | Paese         | Atleta                 | Strappo | Strappo | Strappo | Strappo   | Slancio | Slancio | Slancio | Slancio   | Totale |
| Pos. | Paese         | Atleta                 | 1       | 2       | 3       | Risultati | 4       | 5       | 6       | Risultati | Totale |
| ---- | ------------- | ---------------------- | ------- | ------- | ------- | --------- | ------- | ------- | ------- | --------- | ------ |
| 1    | Taipei cinese | Chen Wei-ling          | 84      | 87      | 87      | 84        | 108     | 112     | 115     | 112       | 196    |
| 2    | Corea del Sud | Im Jyoung-hwa          | 83      | 86      | 88      | 86        | 106     | 110     | 113     | 110       | 196    |
| 3    | Thailandia    | Pensiri Laosirikul     | 85      | 85      | 85      | 85        | 110     | 114     | 114     | 110       | 195    |
| 4    | Giappone      | Hiromi Miyake          | 80      | 82      | 82      | 80        | 105     | 110     | 110     | 105       | 185    |
| 5    | Francia       | Melanie Noël           | 75      | 78      | 80      | 80        | 97      | 100     | 100     | 97        | 177    |
| 6    | Giappone      | Misaki Oshiro          | 77      | 80      | 80      | 80        | 92      | 96      | 96      | 92        | 172    |
| 7    | Polonia       | Marzena Karpińska      | 79      | 82      | 82      | 79        | 92      | 92      | 97      | 92        | 171    |
| 8    | Canada        | Marilou Dozois-Prévost | 73      | 76      | 78      | 76        | 90      | 90      | 96      | 90        | 166    |
| 9    | Nicaragua     | Karla Moreno           | 65      | 65      | 71      | 65        | 83      | 83      | 85      | 85        | 150    |
| -    | Thailandia    | Pramsiri Bunphithak    | 84      | 84      | 84      | -         | -       | -       | -       | -         | -      |
| -    | Italia        | Genny Pagliaro         | 82      | 82      | 82      | -         | -       | -       | -       | -         | -      |
| DQ   | Cina          | Chen Xiexia            | 90      | 93      | 95      | 95        | 113     | 115     | 117     | 117       | 212    |
| DQ   | Turchia       | Sibel Özkan            | 86      | 88      | 88      | 88        | 108     | 108     | 111     | 111       | 199    |
| DQ   | Turchia       | Nurcan Taylan          | 84      | 84      | 84      | -         | -       | -       | -       | -         | -      |